# Conrad IX le Noir
Conrad IX le Noir (polonais Konrad IX Czarny) (né vers 1415 – 14 aout 1471) fut duc d'Oleśnica, Koźle, la moitié de Bytom et de la moitié de Ścinawa à partir de 1450; avec son frère et corégent et à partir de 1452] à la suite d'un partage seul duc d'Oleśnica, Koźle et de la moitié de Bytom.

## Biographie
Conrad IX dit le Noir est le fils ainé Conrad V Kantner, duc d'Oleśnica et de son épouse Marguerite.
Après la mort de leur père en 1439 Conrad IX et son jeune frère homonyme Conrad X le Blanc sont exclus du gouvernement par leur oncle Conrad VII le Blanc qui règne jusqu'en 1450, quand les deux frères réussissent à le déposer et règnent ensuite conjointement pendant les deux années suivantes. En 1452 après la mort de leur oncle sans héritier ils partagent la totalité du domaine familial et Conrad IX obtient Oleśnica, Koźle et la moitié de Bytom.
Pendant les guerres menées par Mathias Corvin roi de Hongrie contre Georges de Poděbrady à partir de 1469, ils donnent leur appui au second à qui ils avaient rendu l'hommage en 1459 en contrepartie de la confirmation des possessions de leur père. Toutefois quand les troupes hongroises envahissent et occupent la Silésie ils abandonnent leur alliance avec le royaume de Bohême et rendent l'hommage au roi de Hongrie Matthias Corvin.
En 1459 Conrad IX achète la moitié du duché de Bytom aux Piast de la lignée de Cieszyn pour la somme de 1.700 fines. Réunifiant ainsi le duché de Bytom après 104 ans de division. À sa mort sans héritier son frère Conrad X le Blanc lui succède dans l'ensemble de ses domaines à l'exception d'Oleśnica et Bierutów (allemand Bernstadt), qu'il assigne à son épouse Marguertite comme douaire (polonais Oprawa wdowia).
En 1453 Conrad IX épouse Marguerite de Rawa (née 1441 – † 1er septembre 1485), fille du duc Siemowit V de Rawa. Ils ont une fille unique:
- Barbara d'Oleśnica (née en 1465 – † 30 novembre 1479).

## Sources
- (en) Cet article est partiellement ou en totalité issu de l’article de Wikipédia en anglais intitulé « Konrad IX the Black » (voir la liste des auteurs), édition du 2 juillet 2014.
- (de) Europäische Stammtafeln Vittorio Klostermann, Gmbh, Francfort-sur-le-Main, 2004  (ISBN 3465032926),  Die Herzoge von Öls und Wohlau †1492 des Stammes der Piasten  Volume III Tafel 14.
- (en) & (de) Peter Truhart, Regents of Nations, K. G Saur Münich, 1984-1988 (ISBN 359810491X), Art. « Oels + Bernstadt, Kosel, Wartenberg »  p. 2.453